# Maria A. Wimmer
Maria A. Wimmer (* 1968) ist eine österreichische Informatikerin.

## Leben
Von 1992 bis 1997 erwarb sie Dipl.-Ing. in Informatik an der Universität Linz (Systems supporting cooperative work: evolutionary and holistic design considerations), von 1998 bis 2000 den Dr. techn. an der Fakultät für Informatik in Linz (Designing interactive systems. Key issues for a holistic approach) und von 2000 bis 2003 die Venia Docendi in Angewandter Informatik (Dr. habil.) in Linz (Towards knowledge enhanced e-government. Integration as pivotal challenge. Ausgewählte Publikationen). Seit 2005 ist sie Professorin für E-Government und leitet die Forschungsgruppe E-Government an der Universität Koblenz-Landau.

## Schriften (Auswahl)
- Designing interactive systems. Key issues for a holistic approach. Linz 2000, ISBN 3-85487-195-3.